# Myrmilla vutshetitshi
Myrmilla vutshetitshi is een vliesvleugelig insect uit de familie van de mierwespen (Mutillidae). De wetenschappelijke naam van de soort is voor het eerst geldig gepubliceerd in 1927 door Skorikov.